# Нагольчанський заказник
Нагольчанський — один з об'єктів природно-заповідного фонду Луганської області, ботанічний заказник місцевого значення.

## Розташування
Заказник розташований на території Нижньонагольчицької селищної ради Антрацитівського району Луганської області.

## Історія
Ботанічний заказник місцевого значення «Нагольчанський» оголошений рішенням Луганської обласної ради народних депутатів № 6/38 від 31 серпня 2011 року.
Під час російської збройної агресії проти України (2014—2015) на території заказника велися бойові дії, в результаті чого він був пошкоджений пожежами (додатково див. екологічні наслідки війни на сході України).

## Мета
Мета створення заказника — збереження типових для Луганщини природних ландшафтів, охорона рослинного світу, підтримка загального екологічного балансу в регіоні.

## Загальна характеристика
Загальна площа ботанічного заказника місцевого значення «Нагольчанський» становить 795,0 га.

## Ландшафтний склад
Степи — 99 %,

умовно-природні ліси — 1 %,

штучні ліси — 0 %,

водойми — 0 %,

орні землі — 0 %,

населені пункти — 0 %.